# Coëtmieux
Coëtmieux [kwɛtmjø] est une commune française située dans le département des Côtes-d'Armor, en région Bretagne.

## Géographie
- Coëtmieux, commune dite « entre Evron et Gouessant », est comme son surnom l'indique, située entre deux rivières : l'Evron et le Gouessant. Ces deux rivières se rejoignent au niveau du lac artificiel des Ponts-Neufs, pour ensuite aller se jeter dans la baie de Saint-Brieuc (au niveau d'Hillion).

|          | Coëtmieux commune déléguée de Lamballe-Armor | Planguenoual commune déléguée de Lamballe-Armor |
| Hillion  | Coëtmieux                                    | Andel                                           |
| Pommeret | Meslin commune déléguée de Lamballe-Armor    | Lamballe commune déléguée de Lamballe-Armor     |

### Hydrographie
Pour un article plus général, voir Réseau hydrographique des Côtes-d'Armor.
La commune est située dans le bassin Loire-Bretagne. Elle est drainée par le Gouessant, l'Evron et la Truite,.
Le Gouessant, d'une longueur de 41 km, prend sa source dans la commune de Trébry et se jette  dans la baie de Saint-Brieuc en limite de Lamballe-Armor et de Hillion, après avoir traversé onze communes.  Les caractéristiques hydrologiques du Gouessant sont données par la station hydrologique située sur la commune d'Andel. Le débit moyen mensuel est de 1,56 m3/s. Le débit moyen journalier maximum est de 69,7 m3/s, atteint lors de la crue du 28 février 2010. Le débit instantané maximal est quant à lui de 102 m3/s, atteint le même jour.

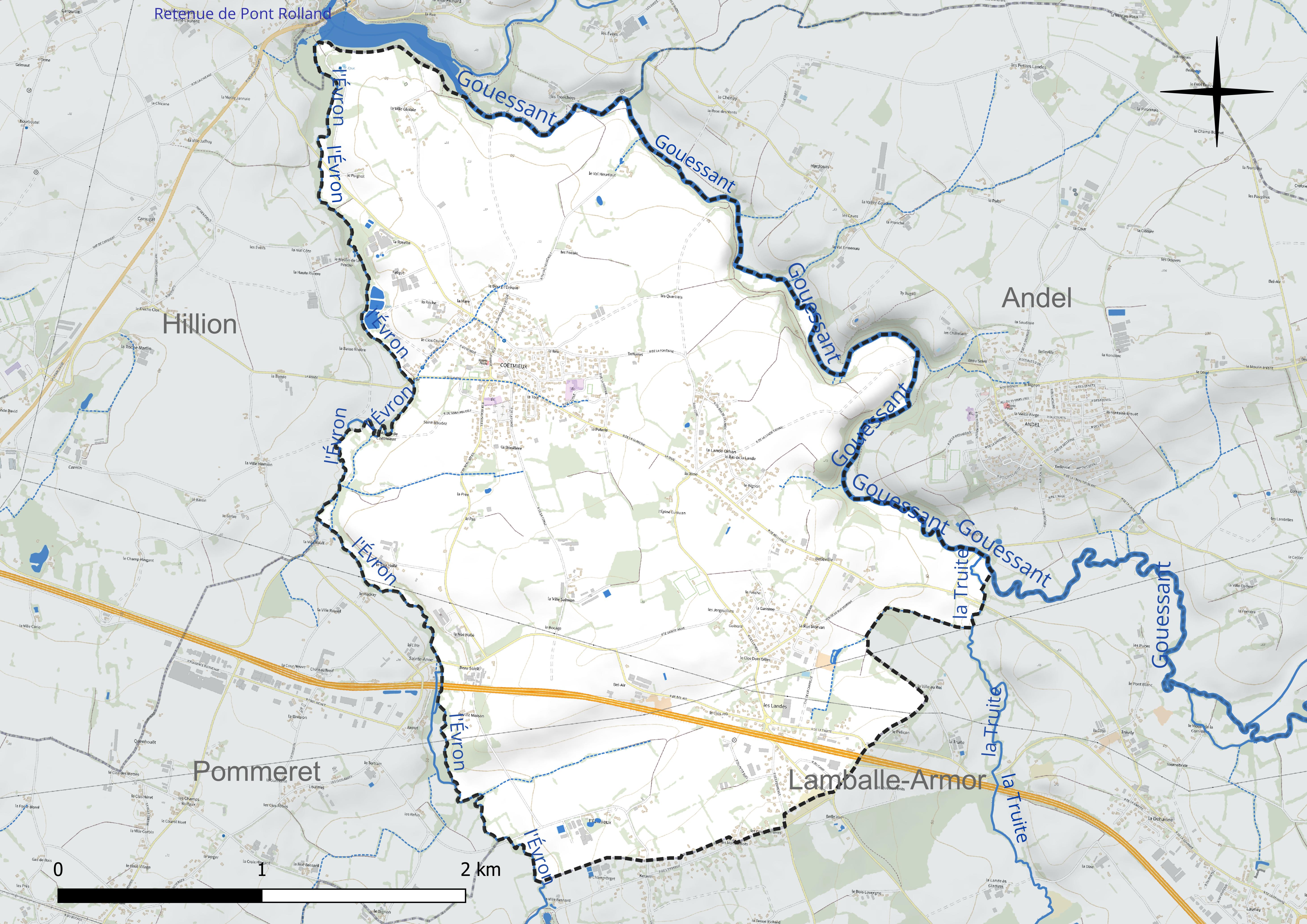
Réseau hydrographique de Coëtmieux.

L'Évron, d'une longueur de 26 km, prend sa source dans la commune de Plémy et se jette  dans le Gouessant à Lamballe-Armor, après avoir traversé dix communes.  Les caractéristiques hydrologiques de l'Évron sont données par la station hydrologique située sur la commune. Le débit moyen mensuel est de 1,14 m3/s. Le débit moyen journalier maximum est de 26,5 m3/s, atteint lors de la crue du 28 février 2010. Le débit instantané maximal est quant à lui de 35,1 m3/s, atteint le même jour.
La Truite, d'une longueur de 17 km, prend sa source dans la commune de Trébry et se jette  dans le Gouessant sur la commune, après avoir traversé six communes. 

### Climat
Pour des articles plus généraux, voir Climat de la Bretagne et Climat des Côtes-d'Armor.
En 2010, le climat de la commune est de type climat océanique franc, selon une étude du CNRS s'appuyant sur une série de données couvrant la période 1971-2000. En 2020, Météo-France publie une typologie des climats de la France métropolitaine dans laquelle la commune est exposée à un climat océanique et est dans la région climatique  Finistère nord, caractérisée par une pluviométrie élevée, des températures douces en hiver (6 °C), fraîches en été et des vents forts. Parallèlement l'observatoire de l'environnement en Bretagne publie en 2020 un zonage climatique de la région Bretagne, s'appuyant sur des données de Météo-France de 2009. La commune est, selon ce zonage, dans la zone « Intérieur  », exposée à un climat médian, à dominante océanique.  
Pour la période 1971-2000, la température annuelle moyenne est de 11,3 °C, avec  une amplitude thermique annuelle de 11,1 °C. Le cumul annuel moyen de précipitations est de 685 mm, avec 12,2 jours de précipitations en janvier et 6,1 jours en juillet. Pour la période 1991-2020, la température moyenne annuelle observée sur la station météorologique la plus proche, située sur la commune de Lamballe-Armor à 7 km à vol d'oiseau, est de 11,8 °C et le cumul annuel moyen de précipitations est de 681,8 mm. Pour l'avenir, les paramètres climatiques de la commune estimés pour 2050 selon différents scénarios d’émission de gaz à effet de serre sont consultables sur un site dédié publié par Météo-France en novembre 2022.

## Urbanisme

### Typologie
Au 1er janvier 2024, Coëtmieux est catégorisée bourg rural, selon la nouvelle grille communale de densité à 7 niveaux définie par l'Insee en 2022.
Elle appartient à l'unité urbaine de Pommeret, une agglomération intra-départementale dont elle est une commune de la banlieue,. Par ailleurs la commune fait partie de l'aire d'attraction de Saint-Brieuc, dont elle est une commune de la couronne,. Cette aire, qui regroupe 51 communes, est catégorisée dans les aires de 200 000 à moins de 700 000 habitants,.

### Occupation des sols
L'occupation des sols de la commune, telle qu'elle ressort de la base de données européenne d’occupation biophysique des sols Corine Land Cover (CLC), est marquée par l'importance des territoires agricoles (79,2 % en 2018), en diminution par rapport à 1990 (81,8 %). La répartition détaillée en 2018 est la suivante : terres arables (65 %), zones urbanisées (19,2 %), zones agricoles hétérogènes (10,1 %), prairies (4,1 %), forêts (1,4 %), eaux continentales (0,2 %). L'évolution de l'occupation des sols de la commune et de ses infrastructures peut être observée sur les différentes représentations cartographiques du territoire : la carte de Cassini (XVIIIe siècle), la carte d'état-major (1820-1866) et les cartes ou photos aériennes de l'IGN pour la période actuelle (1950 à aujourd'hui).

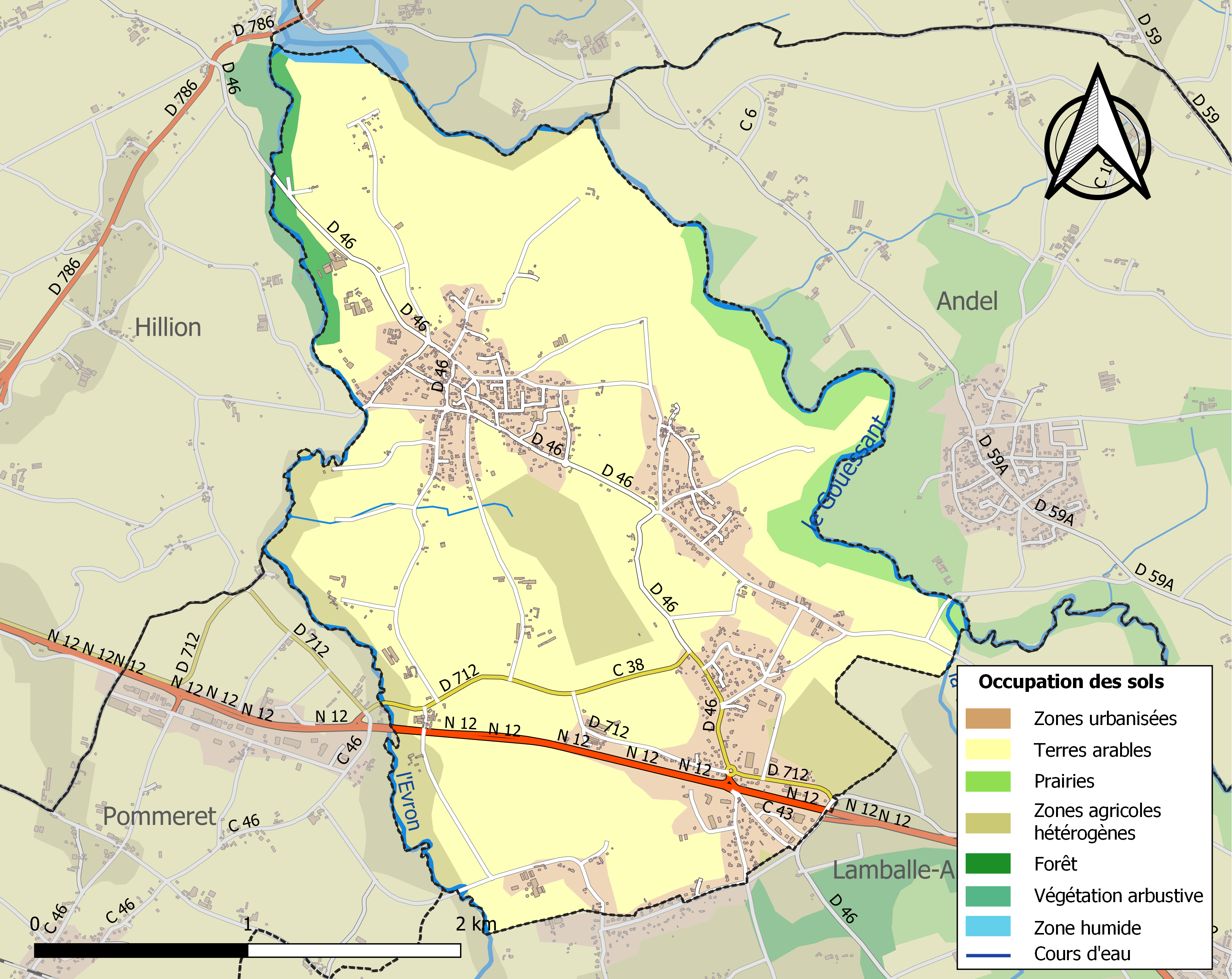
Carte des infrastructures et de l'occupation des sols de la commune en 2018 (CLC).

## Toponymie
Le nom de la localité est attesté sous les formes Coetmaioch en 1152, Coetmaeuc en 1158, eccl. Sancti Quirini in silva que dicitur Meuc en 1190, Coetmehoc et Coimehuc en 1201 et 1231, Coesmauc en 1314, Coatmeoc en 1392, Coesmieuc en 1423 , Coetmieuc fin du XIVe siècle.
Le nom de Coëtmieux est issu du breton koad « bois » et de Maeg (déformé en Mayeux ou Mieux en français). Cela signifie donc « le bois de Mieux », soit saint Mieux, saint breton peu connu, également dénommé saint Maeoc, saint Maëc, saint Nic ou saint Mayeux.
Couémieu en gallo[réf. souhaitée].

## Histoire
Certains historiens prétendent que saint Maeoc aurait eu sa demeure à Létimieux (ou Lez-Ty-Mieu), village situé au sud de la commune de Coëtmieux.
La paroisse de Coëtmieux, enclavée dans l'évêché de Saint-Brieuc, faisait partie du doyenné de Coëtmieux relevant de l'évêché de Dol et était sous le vocable de saint Jean-Baptiste. Elle avait comme trève Trégenestre.

### LeXXesiècle

#### Les guerres duXXesiècle
Le monument aux morts porte les noms de 21 soldats morts pour la Patrie :
- 18 sont morts durant la Première Guerre mondiale ;
- 2 sont morts durant la Seconde Guerre mondiale ;
- 1 est mort durant la guerre d'Algérie.

#### Divers
En octobre 2005, France Télécom installe l'Internet haut débit (ADSL) sur Coëtmieux, offrant aux utilisateurs la possibilité de se connecter avec un débit atteignant jusqu'à 2 Mbit/s.

## Politique et administration
| Période                                  | Période                   | Identité                          | Étiquette | Qualité                                                               |
| ---------------------------------------- | ------------------------- | --------------------------------- | --------- | --------------------------------------------------------------------- |
| Les données manquantes sont à compléter. |                           |                                   |           |                                                                       |
|                                          | février 1933 (décès)      | Marie-Ange Percevault (1898-1933) |           |                                                                       |
| ca. 1939                                 |                           | M. Rouault                        |           |                                                                       |
| Les données manquantes sont à compléter. |                           |                                   |           |                                                                       |
|                                          | mai 1945                  | Louis Caruhel                     |           |                                                                       |
| mai 1945                                 | octobre 1947              | François Menier (1906-1974)       |           |                                                                       |
| octobre 1947                             | mai 1957 (décès)          | Fernand Gervais (1879-1957)       |           | Préfet honoraire, ancien sous-préfet de Guingamp                      |
| 1957                                     | juin 1967 (démission)     | François Menier (1906-1974)       |           | Adjoint au maire (1947 → 1957)                                        |
| juin 1967                                | mars 1989                 | Marie-Ange Jégu                   |           | Agriculteur Adjoint au maire (1959 → 1967)                            |
| mars 1989                                | juin 1995                 | Eugène Méheust                    |           |                                                                       |
| juin 1995                                | mars 2008                 | Paul Revel                        | SE        | Professeur de collège retraité Premier adjoint au maire (1989 → 1995) |
| mars 2008                                | En cours (au 31 mai 2020) | Dominique Tirel                   | SE        | Cadre bancaire Réélue pour le mandat 2020-2026                        |

## Démographie
| 1793 | 1800 | 1806 | 1821 | 1831 | 1836 | 1841 | 1846 | 1851 |
| ---- | ---- | ---- | ---- | ---- | ---- | ---- | ---- | ---- |
| 413  | 442  | 419  | 578  | 563  | 604  | 664  | 651  | 654  |

| 1856 | 1861 | 1866 | 1872 | 1876 | 1881 | 1886 | 1891 | 1896 |
| ---- | ---- | ---- | ---- | ---- | ---- | ---- | ---- | ---- |
| 664  | 685  | 694  | 713  | 711  | 732  | 719  | 754  | 714  |

| 1901 | 1906 | 1911 | 1921 | 1926 | 1931 | 1936 | 1946 | 1954 |
| ---- | ---- | ---- | ---- | ---- | ---- | ---- | ---- | ---- |
| 720  | 680  | 635  | 612  | 600  | 600  | 579  | 528  | 562  |

| 1962 | 1968 | 1975 | 1982  | 1990  | 1999  | 2006  | 2008  | 2013  |
| ---- | ---- | ---- | ----- | ----- | ----- | ----- | ----- | ----- |
| 606  | 624  | 874  | 1 041 | 1 236 | 1 253 | 1 482 | 1 547 | 1 693 |

| 2018  | 2022  | - | - | - | - | - | - | - |
| ----- | ----- | - | - | - | - | - | - | - |
| 1 768 | 1 840 | - | - | - | - | - | - | - |

## Lieux et monuments

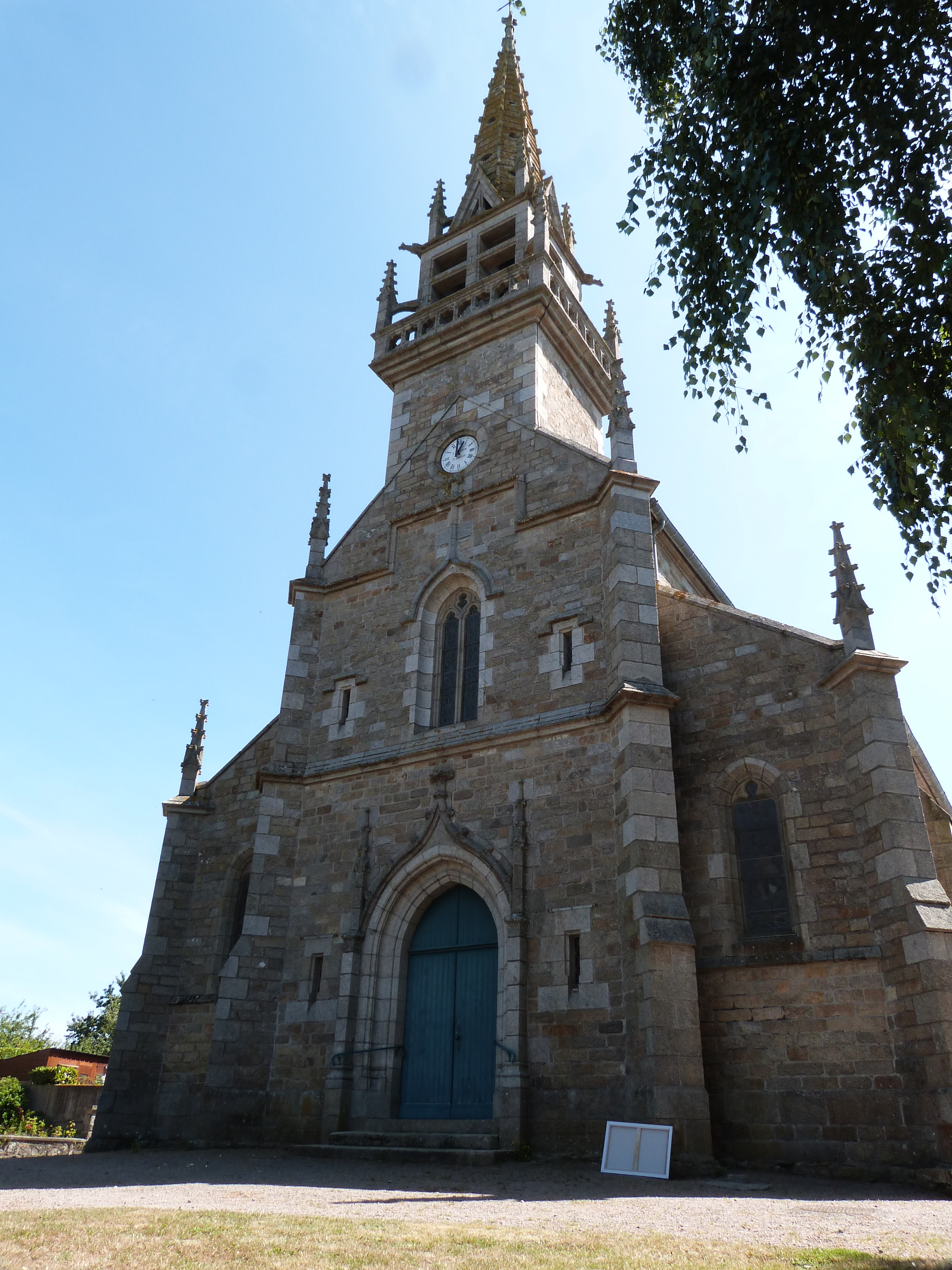
L'église Saint-Jean-Baptiste de Coëtmieux.

- Étang des Ponts Neufs avec son barrage.
- Église Saint-Jean-Baptiste de style breton, qui s'inspire des églises du Finistère.

## Héraldique
| Blason | Blasonnement : Parti : au 1er d'azur aux trois gerbes de blé d'or liées de sable et posées 1, 1, 1, au 2e d'or au chêne de sinople. |